# Berner Kirchenstreit
Im Berner Kirchenstreit von 1949 bis 1951 ging es um die Haltung der Schweizer evangelischen Kirchen gegenüber dem Kommunismus im Kalten Krieg sowie um zentrale Fragen der politischen Ethik.
Prominente Theologen, Politiker, Juristen und Philosophen beteiligten sich an der Debatte. Karl Barth etwa wehrte sich gegen jede Instrumentalisierung der Kirche beim ideologischen Kampf gegen den Kommunismus. Die Kirche müsse für Frieden und gegen den vorab zwischen den USA und der Sowjetunion ausgetragenen Kalten Krieg eintreten. Dies rief Markus Feldmann, damals – vor seiner Bundesrats-Zeit – bernischer Kirchendirektor und ehemaliger Weggefährte Barths im Kampf gegen den Nationalsozialismus, auf den Plan, der die antikommunistische Gegenposition vertrat.